# Кётелеш, Ласло
Ласло Кётелеш (венг. László Köteles; родился 1 сентября 1984 года в Мако, Венгрия) — венгерский футболист, вратарь.

## Клубная карьера

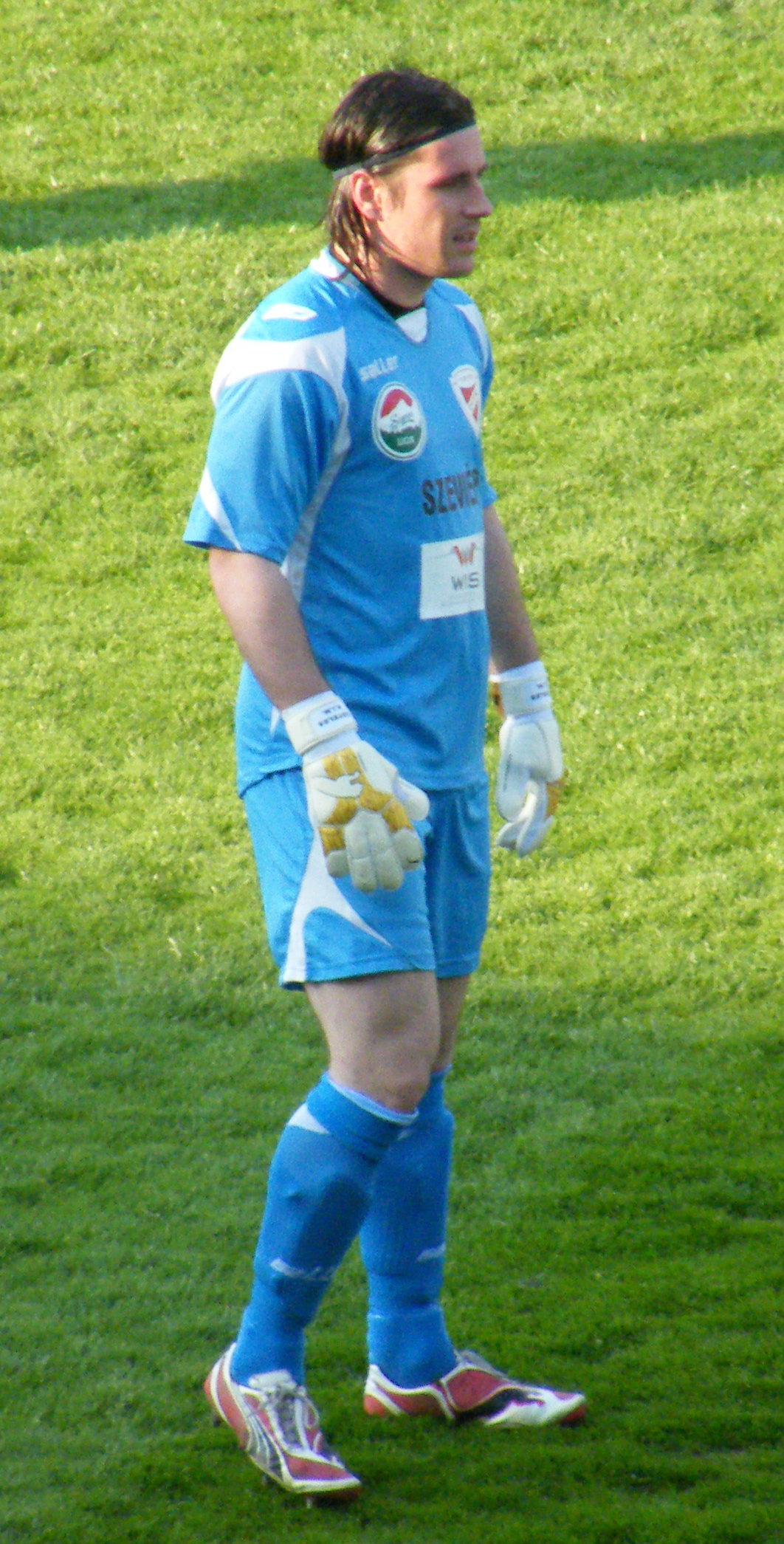
Кетёлеш в составе клуба «Диошдьёр»

В 2002 году Кётелеш начал карьеру в клубе «Видеотон», за который он отыграл неполный сезон. В 2003 году он переехал в Сербию, где он выступал за «Железник», «Гpaфичap» и «Бежания». В 2005 году Ласло вернулся в Венгрию, где на протяжении четырёх сезонов выступал за «Вац» и «Диошдьёр». В 2009 году он на правах аренды перешёл в бельгийский «Генк». По условиям арендного соглашения клуб мог выкупить трансфер вратаря по окончании сезона. 26 сентября в матче против «Беерсхота» Кётелеш дебютировал в Жупиле лиге.
По окончании сезона «Генк» выкупил трансфер голкипера, но Ласло растерял форму и сезон 2010/2011 провел на лавке. Несмотря на это он стал чемпионом Бельгии, завоевав свой первый трофей. В следующем сезоне Кётелеш завоевал место основного вратаря и стал кумиром болельщиков. Фаны «Генка» прозвали его вторым Иштваном Брокхайзером, венгерским голкипером который выступал за команду на рубеже веков.
23 августа 2011 года Кётелеш сыграл важную роль в отборочном матче Лиги чемпионов сезона 2011/12 против «Маккаби» из Хайфы, отразив удары Владимира Двалишвили и Эяля Голаса в серии послематчевых пенальти. 13 сентября в матче против «Валенсии» Ласло дебютировал в Лиге чемпионов. В этом поединке он сумел оставить свои ворота в неприкосновенности. 1 ноября во встрече против лондонского «Челси» Кётелеш взял одиннадцатиметровый от Давида Луиза. В том же году Ласло стал обладателем Суперкубка Бельгии, а в следующем сезоне завоевал национальный кубок.
Летом 2016 года Ласло на правах аренды перешёл в «Васланд-Беверен». 9 сентября в матче против «Брюгге» он дебютировал за новую команду. После окончания аренды Кётелеш вернулся в «Генк».

## Международная карьера
В 2011 году Кётелеш несколько раз вызывался в сборную Венгрии, но дебютировать за национальную команду так и не смог.

## Достижения
Командные
 «Генк»
- Чемпионат Бельгии по футболу — 2010/2011
- Обладатель Кубка Бельгии — 2012/2013
- Обладатель Кубка Бельгии — 2011/2012